# Nanoctenus longipes
Nanoctenus
Genre
Espèce
Nanoctenus longipes, unique représentant du genre Nanoctenus, est une espèce fossile d'araignées aranéomorphes de la famille des Ctenidae.

## Distribution
Cette espèce a été découverte dans de l'ambre de la République dominicaine. Elle date du Néogène.

## Publication originale
- (en) Wunderlich, 1988 : Die fossilen Spinnen im dominikanischen Bernstein. Beiträge zur Araneologie, vol. 2, p. 1–378.